# جوليس بيلي
جوليس بيلي (بالإنجليزية: Jules Bailey)‏ هو سياسي أمريكي، ولد في 8 نوفمبر 1979 في بورتلاند في الولايات المتحدة. حزبياً، نشط في الحزب الديمقراطي.

## وصلات خارجية
- الموقع الرسمي